# پارکراه کلارا بارتون
پارکراه کلارا بارتون (به انگلیسی: Clara Barton Parkway) پارکراهی است در ایالت مریلند در آمریکا که در ناحیه کلمبیا می‌باشد.